# Psychoda malleopenis
Psychoda malleopenis és una espècie d'insecte dípter pertanyent a la família dels psicòdids que es troba a la Polinèsia: Samoa.